# Euperissus catapyrrha
Euperissus catapyrrha är en fjärilsart som beskrevs av Edward Meyrick 1935. Euperissus catapyrrha ingår i släktet Euperissus och familjen fransmalar. Inga underarter finns listade i Catalogue of Life.